# Ingrid Wendl
Ingrid Wendl (n. 17 mai 1940, Viena, Germania Nazistă) este o prezentatoare de televiziune ce a reprezentat Austria, medaliată olimpică. A participat la o ediție a Jocurilor Olimpice (1956) în care a câștigat o medalie de bronz.

## Participări
Lista de mai jos prezintă principalele competiții la care a participat Ingrid Wendl de-a lungul carierei.
- pattinaggio di figura ai VII Giochi olimpici invernali - Pattinaggio di figura femminile[*]